# Scottish Ice Hockey
Die Scottish Ice Hockey (kurz SIH) (früher Scottish Ice Hockey Association (kurz SIHA)) ist der Dachverband für die Organisation des Eishockeysports in Schottland, mit Ausnahme der schottischen Teams der Elite Ice Hockey League (derzeit Dundee Stars, Fife Flyers und Glasgow Clan). Die SIH ist Ice Hockey UK untergeordnet und Schottland wird von dieser (als Teil von Großbritannien) bei der Internationalen Eishockey-Föderation (IIHF) vertreten.

## Aufgaben
Die SIH organisiert die folgenden Ligen und Spielklassen:
- Scottish National League
- Fraueneishockeyligen
- Freizeitligen
- Nachwuchsligen

Ehemalige, von der SIH organisierte Ligen:
- Scottish Premier Hockey League (2007 bis 2008)

Zudem führt der schottische Eishockeyverband Weiterbildungen für Trainer und Schiedsrichter durch und betreute zudem die schottische Auswahlmannschaft der Männer und Frauen.